# Exit (film)
Exit è un film del 2000 diretto da Olivier Megaton.